# Lischert (Beyermillebaach)
Der Ruisseau de Lischert ist ein gut zwei Kilometer langer Bach in der wallonischen Provinz Luxemburg und der rechte Quellbach des Beyermillebaaches.

## Verlauf
Der Ruisseau de Lischert  entspringt in einer Waldschneise südlich von Attert-Lischert auf einer Höhe von etwa 400 m O.P. Er fließt zunächst etwa 600 Meter in einer Schneise nordwärts durch ein enges Tal, wechselt dann in die offene Flur und wird kurz danach auf seiner linken Seite von einem Wiesenbächlein gespeist. Der Ruisseau de Lischert passiert nun die gleichnamige Ortschaft und teilt sich bald darauf in zwei Arme auf. Während der linke Nebenarm in den Ruisseau de Thiaumont einmündet, vereinigt sich kurze Zeit später der rechte Hauptarm mit selbigem nordwestlich von Attert-Lischert auf einer Höhe von etwa 313 m O.P.  zum Beyermillebaach.